# Dactyloscopidae

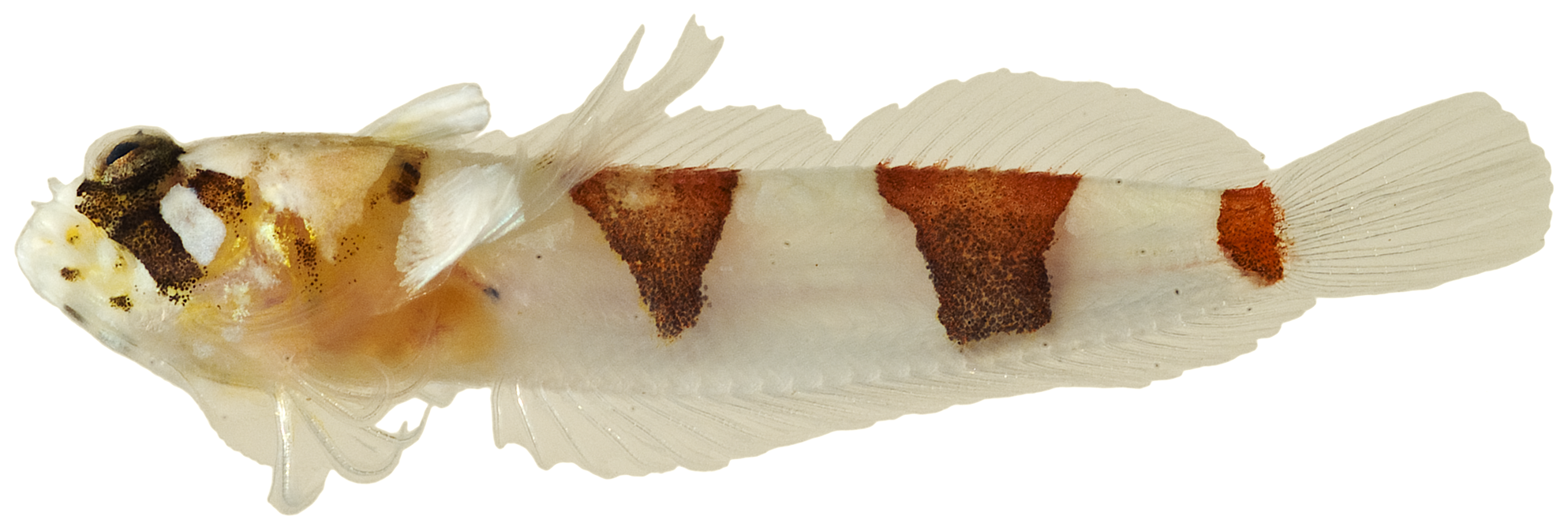
Platygillellus rubrocinctus

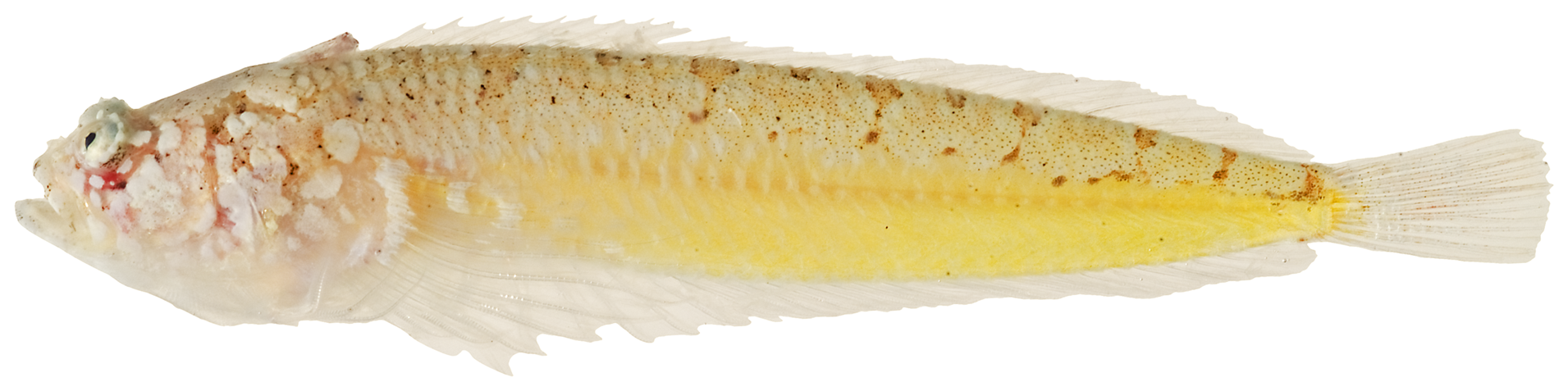
Gillellus uranidea

I Dactyloscopidae sono una famiglia di pesci ossei marini e d'acqua dolce dell'ordine Perciformes.

## Distribuzione e habitat
L'areale della famiglia è limitato alle acque del continente americano, soprattutto nelle fasce tropicali o subtropicali. Popolano le acque costiere e molte specie mostrano una certa eurialinità penetrando negli estuari e in altre acque salmastre. Poche specie vivono stabilmente in acque dolci.
Hanno abitudini bentoniche e vivono su fondali sabbiosi in cui si infossano frequentemente.

## Descrizione
L'spetto dei Dactyloscopidae è vagamente simile a quello delle tracine o dei pesci prete con cui condividono gli habitat. Hanno corpo allungato ed appiattito lateralmente con grande bocca quasi verticale e occhi posti sul profilo dorsale del capo. In diverse specie gli occhi possono essere protrusi e in altre sono portati su corti peduncoli. I bordi delle mascelle sono ornati da frange carnose; sul bordo dell'opercolo branchiale sono presenti lobi digitiformi. La pinna dorsale è molto lunga, può essere divisa in due parti; la parte anteriore è composta da raggi spinosi brevi. La pinna anale è lunga quasi quanto la dorsale ed è composta di soli raggi molli. Le pinne ventrali sono poste molto anteriormente e sono composte di 4 raggi di cui il primo spinoso. La linea laterale è dritta nella parte posteriore ma ha una vistosa curva verso l'alto in corrispondenza delle pinne pettorali.
La taglia è molto piccola, di solito inferiore a 10 cm. La lunghezza massima è di circa 15 cm.

## Specie
- Genere Dactylagnus
  - Dactylagnus mundus
  - Dactylagnus parvus
  - Dactylagnus peratikos
- Genere Dactyloscopus
  - Dactyloscopus amnis
  - Dactyloscopus boehlkei
  - Dactyloscopus byersi
  - Dactyloscopus comptus
  - Dactyloscopus crossotus
  - Dactyloscopus elongatus
  - Dactyloscopus fallax
  - Dactyloscopus fimbriatus
  - Dactyloscopus foraminosus
  - Dactyloscopus heraldi
  - Dactyloscopus insulatus
  - Dactyloscopus lacteus
  - Dactyloscopus lunaticus
  - Dactyloscopus metoecus
  - Dactyloscopus minutus
  - Dactyloscopus moorei
  - Dactyloscopus pectoralis
  - Dactyloscopus poeyi
  - Dactyloscopus tridigitatus
  - Dactyloscopus zelotes
- Genere Gillellus
  - Gillellus arenicola
  - Gillellus chathamensis
  - Gillellus greyae
  - Gillellus healae
  - Gillellus inescatus
  - Gillellus jacksoni
  - Gillellus ornatus
  - Gillellus searcheri
  - Gillellus semicinctus
  - Gillellus uranidea
- Genere Heteristius
  - Heteristius cinctus
- Genere Leurochilus
  - Leurochilus acon
- Genere Myxodagnus
  - Myxodagnus belone
  - Myxodagnus macrognathus
  - Myxodagnus opercularis
  - Myxodagnus sagitta
  - Myxodagnus walkeri
- Genere Platygillellus
  - Platygillellus altivelis
  - Platygillellus brasiliensis
  - Platygillellus bussingi
  - Platygillellus rubellulus
  - Platygillellus rubrocinctus
  - Platygillellus smithi
- Genere Sindoscopus
  - Sindoscopus australis
- Genere Storrsia
  - Storrsia olsoni[2]